# Peter Lusse
Petrus Joannes Hendrikus (Peter) Lusse (Leiden, 26 juni 1959) is een Nederlands cabaretier, spreker, presentator, acteur, schrijver en zanger. 

## Biografie
Peter Lusse volgde de Kleinkunstacademie in Amsterdam.
Voor de camera speelde hij onder andere het personage Garmt in de dramaserie Nieuwe buren, Kees in de Nederlandse televisiekomedie Mag het iets meer zijn? en Eddie Veenstra in Vrienden voor het leven. In de film Flodder uit 1986 speelde Lusse de hoofdagent. Ook speelde hij de rol van Ballonnenpiet tijdens de intocht van Sinterklaas en de Sinterklaasjournaals. Begin jaren 90 presenteerde Lusse de Vara-quiz Brainstorm. Halverwege de jaren 90 presenteerde hij wekelijks een eigen komisch programma op RTL 4, genaamd Lekker Lang Lusse. Lusse was halverwege jaren 80 ook te zien in reclamespots van Smiths chips ("Crispy geluidje toch?").
Op het toneel vertolkte Lusse samen met Cees Geel de hoofdrollen in het toneelstuk The Odd Couple van toneelschrijver Neil Simon. Hij speelde ook Het zakkendiner, een toneelstuk met onder anderen Jon van Eerd en Carol van Herwijnen. In 1992 toerde hij door Nederland met het cabaretprogramma Schoudervulling. Eerder speelde hij met de cabaretgroep Pappenheim (met Lenette van Dongen en Hans van Gelder).
Van juli tot december 2006 speelde Lusse de rol van Rippert in Rembrandt de musical.
In het theaterseizoen 2007/2008 speelde hij samen met Trudy Labij het tragikomische toneelstuk Zes danslessen in zes weken van de Amerikaanse schrijver Richard Alfieri. Deze voorstelling was genomineerd voor de Toneel Publieksprijs 2007-2008.
In 2009 nam Lusse deel aan het eerste seizoen van het EO-programma De Mattheus Masterclass waarin niet-klassiek geschoolde artiesten een deel van Bachs Matthäuspassion uitvoeren in de St. Vituskerk in Hilversum.
In 2009 speelde Lusse in de musical Chicago de rol van Amos Heart (Mr. Cellophane), waarvoor hij genomineerd werd voor de Musical Awards.
Na steeds vaker kleinschalige projecten als klassieke bariton, speelde hij augustus 2019 de rol van Papageno in een Nederlandstalige bewerking van Die Zauberflöte in het Steengroevetheater in Winterswijk.
In 2023 keerde Lusse, na een tijd waarin hij worstelde met zijn stofwisselingsafwijking en financiën, terug naar de theaters met het cabaretprogramma Eddie voor het leven. Dit programma speelt hij zeker tot en met 2025.

## Film
- 'n Akkoord (1982)
- Flodder (1986) – Hoofdagent
- Han de Wit - Max (1990)
- De jongen die niet meer praatte (1996) - agent
- Sinterklaasjournaal: De Meezing Moevie (2009) – Ballonenpiet
- Op stap met Dirk Scheele de Film (2018)
- Pip & Pelle en het Hart van Molonië (2023) -  Conducteur

## Televisie
- Moordspel – televisieserie – Ricky Veenendaal (1987)
- Nieuwe buren – zoon Garmt (1987-1988)
- Het verdwenen scheerwijsje – schooltelevisie – De Liedjesman (1988)
- Simon Winner – televisieserie –  Frits (1989)
- Mag het iets meer zijn? – televisieserie – Kees (1989)
- Kinderboekenweek (1988)
- Vol Super – Jeugdmagazine (1988)
- Brainstorm – quiz (1990)
- Vrienden voor het leven – televisieserie – Eddie Veenstra (1991-1993)[2]
- Lekker Lang Lusse (1995)
- Schiet mij maar lek – televisieserie – Roel van der Lek (2001-2003)
- Het Sinterklaasjournaal – televisieserie – Ballonnenpiet (2008-2012)
- De Landelijke Intocht Sinterklaas (2008) – Ballonenpiet
- Sinterklaas In Sesamstraat (2009-2010) - Ballonenpiet
- This is Holland – toeristische attractie – Presentator (2017-2024)
- We Want More – talentenjacht – Deelnemer (2020)
- Joardy Season – aflevering: Help (2021)

## Stemacteur
In het verleden heeft hij zijn stem geleend aan personages uit tekenfilmseries zoals M.A.S.K., Vrouwtje Theelepel en Alfred Jodocus Kwak. Ook verleende hij zijn stem aan de Nederlandse versies van de volgende films:
- De familie Robinson – televisieserie – Hans (1981)
- Vrouwtje Theelepel – animatieserie – Felix (1983)
- M.A.S.K. animatieserie – Scott Trakker, Dusty Hayes (1985)
- Wizard of Oz – animatieserie – Blikkie Blikmans (1986-1987)
- Alfred Jodocus Kwak – animatieserie – Horst (afl. Het Circus, 1989)
- A Bug's Life (1998) – animatiefilm – Flik (Flip)

## Toneel
- Junkieverdriet (1981-1982)
- De moeder van David S. (1986-1987)
- Het zakkendiner (2001-2002)
- The Odd Couple (2004-2005)
- Zes danslessen in zes weken (2007-2008)
- Niet voor de poes (2009)
- Isadora (2018)

## Musical
- Fien (1982-1983)
- Niettemin (1982-1983)
- Doornroosje (2003-2004)
- Rembrandt (2006-2007)
- Chicago (2009-2010)
- Thomas de stoomlocomotief (2011-2012)
- Thomas en de schat (2012-2013)
- One de Musical (2021-2022)

## Cabaret
- Sieto en Marijke Hoving (1984-1985)
- Pappenheim (1989-1990)
- Winnetou's testament (1990-1991)
- Schoudervulling (1992-1993)
- Eddie voor het leven (2023-2025)

## Klassieke zang
- Mini Mozart (2014-heden)
- Trio Particolare (2014-heden)

## Overige zang
- The One And Only (2019-heden)

## Schrijven

### Cabaret
- Pappenheim
- Winnetou's testament
- Vernis
- Schoudervulling
- Diverse teksten voor diverse artiesten, o.a. Gerard Cox, Jenny Arean

### Televisie
- Vrienden voor het leven, bewerkt en geschreven
- Lekker Lang Lusse
- Schiet mij maar lek

### Vertalingen toneel
- Het zakkendiner
- The odd couple
- Niet voor de poes

### Film
- Gek van geluk, scriptbijdragen

### Diversen
- De videogastheer bij de attractie "This is Holland" in Amsterdam
- Columns (o.a. Radio Tour de France)
- Radiostrips